# Bobonong
Bobonong è uno dei cinque sottodistretti del distretto Centrale nel Botswana.

## Villaggi
- Bobonong (villaggio)
- Damochojena
- Kobojango
- Lentswelemoriti
- Lepokole
- Mabolwe
- Mathathane
- Mmadinare
- Molalatau
- Moletemane
- Motlhabaneng
- Robelela
- Sefophe
- Semolale
- Tobane
- Tsetsebjwe
- Tshokwe

## Località
- Achiles Holdings Farm
- Backline Farm
- Baiens Drift Farm
- Baine Drift Reserved
- BCL Farm
- BDF Camp
- BDF Camp
- BDF Worker's Camp
- Bodumatau
- Bodumatlou
- Bolopela
- Bonwanonyane
- Boswelabatho
- Boswelakgomo
- Botshwegelanong
- Botswere
- Bozolome
- Charter House Camp
- Chilong
- Chuchu
- Citingpola
- Dambashalala
- Damochojena Lands
- Dibete
- Dibokolodi
- Didiba
- Didibeng
- Didibeng
- Dikalate
- Dikanti
- Dikgabong
- Dikgatlhong
- Dikgatlhong
- Dikgatlhong Dam Workers Camp
- Dikgatlhong/Manake
- Dikgatlhong/Motloutse
- Dikgokong
- Dimonyana
- Dinde
- Dinde
- Dipeane
- Ditsokwane
- Dodong
- Dopotta
- Eagles net
- Evergreninen Farm
- Famo
- Fika Futi
- Gaboutwelwe
- Gata-la-Tlou
- Gobadwe
- Gobe
- Godumapula
- Gukwe
- Gwagwa
- Gwanyong
- Halfway/Lehiswane
- Hamaau
- Hatari lodge
- Jagveld's Farm
- Juru-Tshaa
- Jwala Lodge
- Kalatane
- Kanda Lodge
- Kebitsamang
- Keisane
- Kelekeshane
- Kgwatalala
- Khuruje
- Khurumela
- Khurumelo
- Kolokome
- Kolokome
- Kotolamotho
- Kudumane
- Kurwaneng
- Kweneng
- Lawrence's Farm 1
- Lebala
- Lebethu
- Lebethu
- Lebu (Central Bobonong)
- Lefiswana
- Lekgolwe
- Lekomoto
- Lekopong
- Lengope Farm
- Lentswana
- Lentswe-le-Kgoro
- Lentswelemoriti Lands
- Lenyetse
- Lephale Longwope
- Lephokwe
- Lephokwe Cattle Post
- Lepokole Cattle Post
- Lepokole Lands
- Leribe
- Leribeng
- Lesabokwe
- Lesongwane
- Letlhakane
- Letlhakane cattle post
- Letlhakane Farm 2
- Letlhakane West
- Letlhakane West Ranch
- Letswereng
- Limpopo Camp
- Limpopo Farm
- Longaneng
- Lorrence's Farm 2
- Lowenza La Moriti
- Mabate Vetirinary Camp
- Maboana
- Maboleyaleya
- Mabolwe Vet Camp
- Mabote/Mmabothai
- Machakopa
- Madale
- Madibeng
- Madibeng
- Madibeng
- Madikana
- Madiope
- Maebele
- Maeke
- Maeko
- Maekoane
- Mafolapaji
- Magakabeng
- Magotlhong
- Mahele
- Mahibitswane
- Mahunwane
- Maipaafela
- Maiphitlhwane
- Maiswe
- Majale Camp
- Majande
- Majojo
- Majuba
- Majwana-a-Diphiri
- Majwanamatshwaana
- Majweng
- Majweng
- Makadibeng
- Makala
- Makgorwane
- Makgwaphe
- Makgwaphe Insemination camp
- Makhurane
- Makome
- Makome's Hills Farm
- Makosho
- Makubate
- Makwale
- Malabe/Motloutse
- Malauwe's Farm
- Manamatshwana
- Manga/Maphane
- Mankwe
- Manyonya
- Maoketsang
- Mapakata
- Mapanda
- Maphashalala Cattle Post
- Maphuthakgaba
- Marokodi
- Marotobale
- Marotobale
- Marulamabedi
- Masaiboko
- Masalakwane
- Mashambe
- Mashatu Main Office
- Masiadieme
- Masiakgabo
- Masire's Farm
- Masoko
- Mathathane Cattle Post
- Mathathane Lands
- Mathathani
- Matlhoatibe
- Matsaganeng
- Matsetsejwana
- Matshekge
- Matshwane
- Matsiane
- Mawana Education Camp
- Mawana/Triangle
- MCJ Farm
- Mengwe Lodge
- Metsibotlhoko
- Metsiletswai
- Metsimashibidu
- Metsimaswaane (Bobonong)
- Mhadane
- Mhatane
- Mhawaneng
- Mmabasarwa
- Mmabasetsana
- Mmabi
- Mmaborumane
- Mmadepo
- Mmadidau/Gwelamogapi
- Mmadikgabo
- Mmadikgaka
- Mmadikgaka
- Mmadikgaka
- Mmadikgaka Veterinary Camp
- Mmadikgama
- Mmadikgomo
- Mmadikgopa
- Mmadikolobe
- Mmadinare Dairy
- Mmadiphiri
- Mmadipitse
- Mmadipotsane
- Mmaditlhapi
- Mmaditshwene
- Mmajale
- Mmakwena
- Mmamadibane
- Mmamanaka
- Mmamatswidi
- Mmamaunatlala Lands
- Mmamidi
- Mmamoeledi
- Mmamookane
- Mmamosogwane
- Mmankwamba/Majweng
- Mmankwe
- Mmankwe
- Mmankwe
- Mmaphoko
- Mmapoo
- Mmaseedama
- Mmasepekere
- Mmaseshola
- Mmasetshweu
- Mmatabekwa
- Mmatau
- Mogaleng
- Mogogaphate
- Mogonyong
- Mokakatedi
- Mokgalwane
- Mokgatsha
- Mokgoje
- Mokgojwe
- Mokoswane
- Mokoswane
- Molabe cattle post
- Molabe(Tonki e a sotlega)
- Molalatawana
- Molejane's Farm
- Moleje Farm
- Molema's Farm
- Moletemane Lands
- Molomowapudi
- Monatsane
- Monoe
- Monyemotlobo
- Mooimeisies Fontein Farm
- Morala
- Moralane
- Moralane Cattle Post
- Morele
- Morula-wa-Basadi
- Mosalakwane
- Mosetela
- Moshakabela
- Moshalalwe
- Moshashambe
- Mosokolo
- Mothwane
- Motlhabaneng Lands
- Motlhabeng
- Motloojane
- Motloutse
- Motloutse
- Motloutse 2
- Motloutse Cattle Post
- Motloutse Farm
- Motloutse Lands
- Motombe
- Motongolong
- Motopane
- Motopane
- Motsotswana
- Motsotswane
- Mowana (Sefophe)
- Mpazane
- Mphothe
- Mr Block 8 Farm 32
- Mr Deweni Farm 38
- Mr Fairfield 45
- Mr Frankie/Mmatlou
- Mr Mopani Farm 36
- Mr Suske's (Limpopo)
- Mr Toevlugsoord Farm 21
- Musu
- Nakatsa-Phofu
- Naledi Farm
- Ngoloholo/Panya
- Nitani
- Njakateng
- Nkgagaripane
- Nkgobotlwane
- Nkolongwe
- Nkulomolo
- Nkwanapedi
- Nkwanapedi
- Nokalodi Camp
- Nomoro 2
- Ntapu
- Oasis Lodge
- Pedimpitwe
- Peg's Valley
- Pekane
- Pelo-ya-Naga
- Pepe
- Pepe Lands
- Perepere/Mokgadiangwako
- Phakwe
- Phokoje
- Platjan
- Polometse
- Poso
- Pudipedi
- Ramoipone
- Rampanyane
- Rankwate
- Ranthasi
- Rantswiyo
- Raselebogo
- Redshield's Farm
- Rensburg
- Robelela Cattlepost
- Romane
- Rosedale
- Rrasuwe
- Rustic Farm
- Sambou
- Sampowane
- Santhata Lodge
- Satmos Ranch
- Sebalwe 1
- Sebalwe 2
- Seboo
- Sedakeng/Sedukeng
- Sedibe
- Sedimo
- Segakwana/Legare
- Sekgopswe
- Sekoding
- Sekwadela
- Sekwede
- Selebi
- Selebi Airport
- Seletswe
- Selokwane
- Semabaje
- Semaroba
- Sematheane/Masokong
- Sematshwane
- Semela
- Semelamela
- Semphane
- Sengakane
- Senkgamorudu
- Seoka (Masung)
- Seoka (Mmamotshabi)
- Seoka (Paakane)
- Seokane
- Sepalamoriri
- Sepalamoriri
- Sepanepoleke
- Sephephe
- Sephephe
- Setakeng
- Setempe
- Sethoba
- Setombo
- Setombo
- Shalimpo
- Shashe Lodge
- Sheishanke
- Shojwane
- Sikare
- SSG Camp
- SSG Camp
- T.J's Farm
- Talana Farm 43
- Tapa-la-Phala
- Tauemetsaleebana
- Tent Camp
- Terrafou
- Thabane
- Thakadiawa
- Thakaneng's Farm
- Thareseleele
- Thebele/Gobalemakabe
- Thune
- Thune 1
- Thune 2 (Ditootsong)
- Thuni-Maekoane
- Tlale
- Tlhobolotona
- Tobane Lands
- Tombonseche
- Topeng
- Tsebanana
- Tsetsejwe cattle post
- Tshilong
- Tshilong
- Tshokwe (località)
- Tshotshomane/Madikgaka C/Pos
- Tshweung
- Tsiteng
- Tsiteng
- Tsokotsa
- Tuli Circle Veterenary Camp
- Tuli Lodge
- Vaalrams
- Vaalrants/Seletswane
- Verterinary Camp
- Vet Piget 1
- Vet Piget 10
- Vet Piget 13
- Vet Piget 14
- Vet Piget 15
- Vet Piget 16
- Vet Piget 2
- Vet Piget 2
- Vet Piget 3
- Vet Piget 4
- Vet Piget 5
- Vet Piget 6
- Vet Piget 7
- Vet Piget 8
- Vet Piget 9
- Veterinary Workers Camp
- Voice of America Camp
- Zanzibar Disease Control
- Zanzibar Immigration Camp